# Jedidah Isler

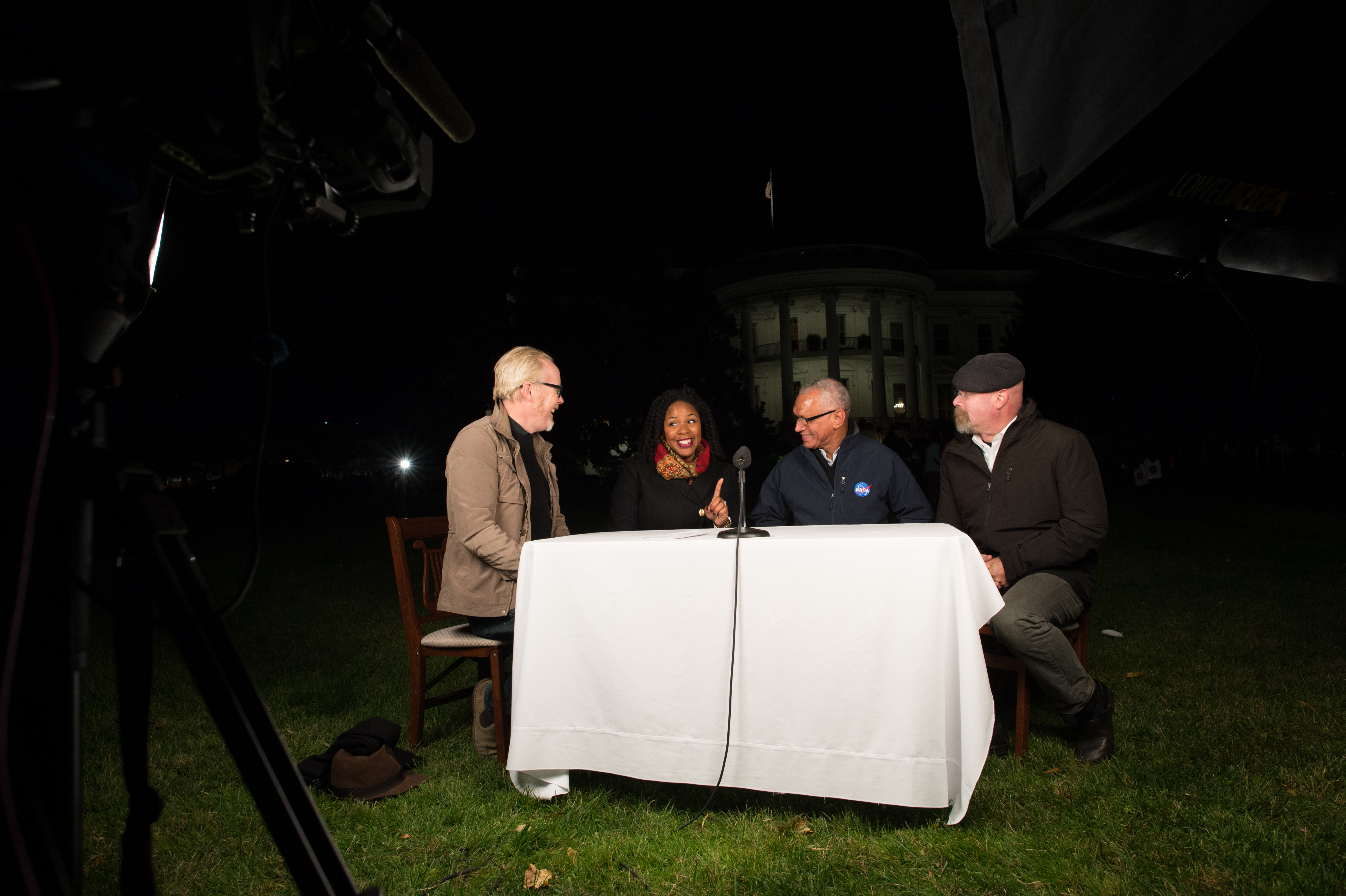
Adam Savage (links) und Jamie Hyneman (rechts), die Astrophysikerin Jedidah Isler (zweite von links) und der NASA-Administrator Charles Bolden (zweiter von rechts) während der zweiten Astronomienacht im Weißen Haus am 19. Oktober 2015

 Jedidah Isler  ist eine US-amerikanische Astrophysikerin und Hochschullehrerin. Sie ist die erste Afroamerikanerin, die an der Yale University in Astrophysik promovierte. Sie untersucht Blazare - supermassive hyperaktive Schwarze Löcher, die mächtige Jetstreams ausstrahlen. Diese sind die effizientesten Teilchenbeschleuniger des Universums und übertragen Energie durch Galaxien.

## Leben und Werk
Isler wuchs mit einer Schwester in Niagara Falls (New York) und später in Virginia Beach, Virginia, auf. Sie studierte Physik am Dozoretz National Institute for Mathematics and Applied Sciences (DNIMAS) der Norfolk State University mit einem Bachelor-Abschluss Magna Cum Laude. Anschließend studierte sie an der Fisk University, erwarb einen Master of Arts und danach an der Yale University einen Master of Science. Sie promovierte an der Yale University als erste Afroamerikanerin in Astrophysik. 2014 veröffentlichte sie ihre Dissertation: In Like a Lamb, Out Like a Lion: Probing the Disk-Jet Connection in Fermi Gamma-Ray Bright Blazars, die mit dem Roger Doxsey Dissertation Prize der American Astronomical Society ausgezeichnet wurde. Von 2013 bis 2015 absolvierte sie ein zweijähriges Fakultätsstipendium an der Syracuse University. 2014 erhielt sie das Postdoctoral Fellowship der Future Faculty Leaders am Center for Astrophysics der Harvard University. 2015 bekam sie ein Postdoktorandenstipendium der National Science Foundation (NSF) für Astronomie und Astrophysik und forschte in der Abteilung für Physik und Astronomie der Vanderbilt University. 2018 wurde sie Assistenzprofessorin für Physik und Astronomie am Dartmouth College.
2015 gründete sie VanguardSTEM, eine monatliche Live-Web-Serie mit einer rotierenden Gruppe von Frauen in STEM, in der eine Vielzahl von Themen einschließlich ihrer Forschungsinteressen diskutiert werden. 2016 wurde sie im Vanity Fair in einem Profil namens „Saluting a New Guard of S.T.E.M Stars“ vorgestellt. Sie wirkte in zwei Folgen der Dokumentarfilmserie How the Universe Works mit, in der astronomische Phänomene beschrieben und astrophysikalische Theorien erklärt wurden. In der Fernsehserie Genius of Stephen Hawking und der Fernsehserie Mars von National Geographic wirkte sie ebenfalls mit.

## Veröffentlichungen (Auswahl)
- Isler, J.C., Bailyn, C., Urry, C.M., Coppi, P., Brady, M., MacPherson, E., Buxton, M., Hasan, I.:  A Consolidated Framework of the Color Variability in Blazars: Long-Term Optical Infrared Observations of 3C 279, The Astrophysical Journal, 2016.
- Isler, J.C., Urry, C.M., Bailyn, C., Smith, P.S., Brady, M., Coppi, P., MacPherson, E., Hasan, I, Buxton, M.  : The SMARTS Multi-epoch Optical Spectroscopy Atlas (SaMOSA): An Analysis of the Emission Line Variability in Southern Hemisphere Fermi Blazars, The Astrophysical Journal, 2015.
- Isler, J.C. Urry, C.M., Coppi, P., Bailyn, C., Chatterjee, R., Fossati, G., Bonning, E.W., Maraschi, L., Buxton, M.:  A Time-Resolved Look at the Broad Line Region in Blazar 3C 454.3, The Astrophysical Journal, 2013.
- Tavecchio, F., Pacciani, L., Donnarumma, I., Stamerra, A., Isler, J.C., MacPherson, E., Urry, C.M.: The Far Emission Region of the Gamma-Ray Blazar PKS B1424-418″, Monthy Notices of the Royal Astronomical Society, 2013.
- Chatterjee, R., Fossati, G., Urry, C.M., Bailyn, C., Maraschi, L., Buxton, M., Bonning, E.W., Isler, J.C., Coppi, P.: An Optical-Near-Infrared Outburst with No Accompanying Gamma-Rays in the Blazar PKS 0208-512, The Astrophysical Journal Letter, 2013.
- Bonning, E.W., Urry, C.M., Bailyn, M., Buxton, M., Chatterjee, R., Coppi, P., Fossati, G., Isler, J.C., Maraschi, L.: SMARTS Optical and Infrared Monitoring of 12 Gamma-Ray Bright Blazars, The Astrophysical Journal, 2012.
- Chatterjee, R., Bailyn, C., Bonning, E.W., Buxton, M., Coppi, P., Fossati, G., Isler, J.C., Maraschi, L., Urry, C.M.: Similarity of the Optical-IR and Gamma-Ray Time Variability of 3C 454.3, The Astrophysical Journal, 2012.
- Bonning, E.W., Bailyn, C., Urry, C.M., Buxton, M., Foassati, G., Maraschi, L., Coppi, P., Scalzo, R., Isler, J.C., Kaptur, A.: Corrolated Variability in the Blazar 3C 454.3, The Astrophysical Journal, 2009.

## Auszeichnungen (Auswahl)
- Senior TED Fellow, 2017
- The Root 100 Most Influential African Americans, 2016
- National Geographic Emerging Explorer, 2016
- Kavli Fellow Frontiers of Science Symposium, November 2016
- Curator & Host TED Conference, Februar 2016
- Host TED@IBM, Oktober 2015
- TED Fellow, 2015
- American Astronomical Society Roger Doxsey Dissertation Prize, Januar 2014
- Ford Foundation Dissertation Fellowship, August 2012
- Edward Bouchet Graduate Honor Society, März 2012
- National Science Foundation Graduate Research Fellowship, Juni 2007
- NASA-Harriett G. Jenkins Pre-Doctoral Fellowship, Juni 2007